# Основы православной культуры (учебник Кураева)
Основы православной культуры А. В. Кураева — первый из учебников, вошедший в федеральный перечень Министерства образования и науки России по школьному предмету Основы православной культуры, преподаваемому в рамках курса «Основы духовно-нравственной культуры народов России». Автор учебника — Андрей Кураев, на время издания книги протодиакон Русской православной церкви, профессор Московской духовной академии, кандидат философских наук. Иллюстратор — О. Иванова.

## Содержание учебника
На апрель 2010 года курс состоит из 4-х блоков, блоки 1 и 4 — общие для всех учеников, изучающих курс Основы религиозных культур и светской этики, в который входит и модуль ОПК.
Первая половина курса (для 4-й четверти IV класса)
Блок 1. Введение. Духовные ценности и нравственные идеалы в жизни человека и общества. (1 час)
- Урок 1. Россия — наша Родина.

Блок 2. Основы религиозных культур и светской этики. Часть 1. (16 часов)
- Урок 2. Православие и культура.
- Урок 3. Отношения Бога и человека в православии. Данный урок подвергся серьёзной редакторской правке в издательстве «Просвещение» сравнительно с авторским вариантом, предложенным Андреем Кураевым[4].
- Урок 4. Православная молитва.
- Урок 5. Библия и Евангелие.
- Урок 6. Проповедь Христа.
- Урок 7. Христос и Его Крест.
- Урок 8. Пасха.
- Урок 9. Православное учение о человеке.
- Урок 10. Добро и зло. Совесть.
- Урок 11. Заповеди.
- Урок 12. Милосердие.
- Урок 13. Золотое правило этики.
- Урок 14. Храм.
- Урок 15. Икона.
- Урок 16. Зачетные задания.
- Урок 17. Обобщающий урок.

Вторая половина курса (для 1-й четверти V класса)
Блок 3. Основы религиозных культур и светской этики. Часть 2. (12 часов).
- Урок 1 (18). Как христианство пришло на Русь
- Урок 2 (19). Христианское отношение к природе
- Урок 3 (20). Христианская семья
- Урок 4 (21). Христианин на войне
- Урок 5 (22). Христианин в труде
- Урок 6 (23). Подвиг
- Урок 7 (24). Заповеди блаженств
- Урок 8 (25). Зачем творить добро?
- Урок 9 (26). Чудо в жизни христианина
- Урок 10 (27). Какими Бог видит людей
- Урок 11 (28) Литургия
- Урок 12 (29). Монастырь

Блок 4. Духовные традиции многонационального народа России. (5 часов)
- Урок 30. Любовь и уважение к Отечеству. Патриотизм многонационального и многоконфессионального народа России.
- Урок 31. Подготовка творческих проектов.
- Урок 32. Выступление обучающихся со своими творческими работами: «Как я понимаю православие», «Как я понимаю ислам», «Как я понимаю буддизм», «Как я понимаю иудаизм», «Что такое этика?», «Значение религии в жизни человека и общества», «Памятники религиозной культуры (в моем городе, селе)» и т. д.
- Урок 33. Выступление обучающихся со своими творческими работами: «Мое отношение к миру», «Мое отношение к людям», «Мое отношение к России», «С чего начинается Родина», «Герои России», «Вклад моей семьи в благополучие и процветание Отечества (труд, ратный подвиг, творчество и т. п.)», «Мой дедушка — защитник Родины», «Мой друг», и т. д.
- Урок 34. Презентация творческих проектов на тему «Диалог культур во имя гражданского мира и согласия» (народное творчество, стихи, песни, кухня народов России и т. д.)

## Создание учебника
Распоряжением Правительства Российской Федерации от 29 октября 2009 года N 1578-р был утверждён план мероприятий по апробации в 2009—2011 годах комплексного учебного курса для общеобразовательных учреждений «Основы религиозных культур и светской этики», включающего «Основы православной культуры», а также перечень субъектов Российской Федерации, участвующих в 2010—2011 годах в апробации комплексного учебного курса. План мероприятий предусматривал и разработку учебных пособий по модулю «Основ православной культуры». В соответствии с этим распоряжением Министерство образования и науки было обязано заключить соглашения о взаимодействии по вопросам апробации комплексного учебного курса, предусмотренной планом, с органами исполнительной власти субъектов Российской Федерации, осуществляющими управление в сфере образования, а также обеспечить координацию и контроль реализации плана.
24 ноября 2009 года приказом Министерства образования и науки был утверждён состав Межведомственного координационного совета по реализации плана мероприятий по апробации в 2009—2011 годах комплексного учебного курса для общеобразовательных учреждений «Основы религиозных культур и светской этики», включающего «Основы православной культуры», в который вошёл ряд представителей власти, в том числе высокопоставленные чиновники Минобрнауки и управления президента, а также представители научных и религиозных организаций, преподаватели светских и религиозных образовательных учреждений.
По свидетельству члена рабочей группы по созданию учебников, члена-корреспондента РАН, доктора философских наук А. В. Смирнова, из шести модулей, образующих курс «Основы религиозных культур и светской этики», четыре модуля — основы православной культуры и других религиозных культур — «целиком, стопроцентно, категорически с самого начала были отданы конфессиям. Их писали не ученые».
1 июля 2009 года распоряжением Патриарха Московского и всея Руси Кирилла были образованы Редакционный совет и Редакционная коллегия по написанию нового учебника «Основы православной культуры» под руководством протодиакона Андрея Кураева.
В состав Редакционного совета вошли:
- епископ Зарайский Меркурий, председатель Синодального отдела религиозного образования и катехизации;
- протоиерей Георгий Митрофанов, профессор Санкт-Петербургский духовной академии;
- протоиерей Виктор Потапов, настоятель Иоанно-Предтеченского собора Восточно-Американской и Нью-Йоркской епархии Русской Зарубежной Церкви;
- протоиерей Александр Салтыков, декан факультета церковных художеств Православного Свято-Тихоновского гуманитарного университета;
- архимандрит Иона (Черепанов), наместник Ионинского монастыря г. Киева;
- иеромонах Димитрий (Першин), руководитель просветительских программ Всероссийского православного молодёжного движения, руководитель информационно-издательского управления Синодального отдела по делам молодёжи
- другие участники.

В состав Редакционной коллегии вошли:
1. протоиерей Георгий Митрофанов, профессор Санкт-Петербургский духовной академии;
2. протоиерей Александр Салтыков, декан факультета церковных художеств Православного Свято-Тихоновского гуманитарного университета;
3. иеромонах Димитрий (Першин), руководитель просветительских программ Всероссийского православного молодёжного движения, руководитель информационно-издательского управления Синодального отдела по делам молодёжи;
4. протодиакон Андрей Кураев, профессор Московской духовной академии — председатель Редакционной коллегии;
5. Беглов Алексей Львович, научный сотрудник Института всеобщей истории Российской академии наук — по согласованию;
6. Довгий Татьяна Петровна, заместитель директора департамента образования Смоленской области — по согласованию;
7. Журинская, Марина Андреевна, редактор журнала «Альфа и Омега»;
8. Зубов, Андрей Борисович, профессор, заведующий кафедрой истории религий Российского православного института святого Иоанна Богослова;
9. Никитин, Валентин Арсентьевич, сотрудник Отдела религиозного образования и катехизации Московской Патриархии;
10. Светозарский, Алексей Константинович, профессор, заведующий кафедрой церковной истории Московской духовной академии;
11. Фокин, Алексей Русланович, главный редактор Центра библейско-патрологических исследований Синодального отдела по делам молодёжи;
12. Янушкявичене, Ольга Леонидовна, профессор Вильнюсского педагогического университета — по согласованию;
13. Полищук, Евгений Семенович, заместитель главного редактора Издательства Московской Патриархии.

Одним из условий для всех учебников по курсу «Основы религиозных культур и светской этики» было поставлено отсутствие критики других религий и отсутствие утверждений, которые могли бы быть использованы как аргументы о превосходстве одной религии над другой.
16 ноября 2009 года в конференц-зале Высоко-Петровского монастыря в Москве состоялось первое заседание Редакционной коллегии. Присутствовали 10 членов Редколлегии. На рассмотрение поступили два проекта учебника по «Основам православной культуры». Первый подготовлен под руководством доктора педагогических наук Л. Л. Шевченко и охватывает материал для учащихся 4-х и 5-х классов. Второй — под руководством протодиакона Андрея Кураева; для 4-го класса. Рассмотрев оба проекта, Редколлегия рекомендовала к дальнейшей работе «учебник Кураева». За рекомендацию рукописи Шевченко к изданию голосовал один человек (Татьяна Довгий); воздержались двое (Евгений Полищук и протоиерей Александр Салтыков); против рекомендации выступило 7 членов Редколлегии. За рекомендацию рукописи протодиакона Андрея Кураева проголосовало 8 членов; воздержались двое (Андрей Зубов и Евгений Полищук, не успевшие ознакомиться с рукописью).
28 декабря 2009 года в Красном зале палат Храма Христа Спасителя в Москве состоялось первое заседание Редакционного совета под председательством патриарха Кирилла. После дискуссии было принято решение представить для участия в федеральном эксперименте по преподаванию основ религиозной культуры и светской этики в 2010—2012 гг. Министерству образования и науки РФ от Русской православной церкви рукопись учебного пособия по Основам православной культуры профессора Московской духовной академии и семинарии протодиакона Андрея Кураева.
Затем рукопись учебника была направлена в издательство «Просвещение». По сообщению Андрея Кураева, в издательстве серьёзной редакторской правке и сокращению в 2,5 раза подвергся урок 3 — «Отношения Бога и человека в православии». По утверждению координатора группы разработчиков учебно-методического обеспечения курса, заведующей кафедрой философии религии СПбГУ Марианны Шахнович, в этом разделе на самом последнем этапе работы появились полторы страницы, связанных с креационистскими представлениями о мире, которых не было в предыдущей версии рукописи. Структура Вселенной интерпретировалась не с точки зрения современной физики, а с богословских позиций. Заслуженный юрист Российской Федерации, автор Конституции России Сергей Шахрай провёл экспертизу упомянутого раздела и в ответе главе Минюста заявил, что «анализ текста урока 3 „Отношения Бога и человека в православии“ позволяет сделать вывод об отсутствии в исследуемом тексте учебника противоречий Конституции Российской Федерации и установленному ею светскому характеру государства».
В марте 2010 года учебник был напечатан в издательстве «Просвещение» тиражом 82000 экз. Данный тираж предназначен для распространения в школах по заявкам родителей. По сообщению автора учебника А. Кураева, в апреле 2010 года было дополнительно напечатано 10000 экз. учебника для свободной продажи. В самом дополнительном издании указан тираж 20000 экз.

## Апробацияучебника
В феврале-марте 2010 года руководитель коллегии по подготовке учебника протодиакон Андрей Кураев по благословению патриарха Кирилла и при поддержке Отдела религиозного образования и катехизации РПЦ (епископ Меркурий) в рамках апробации учебника провёл ряд встреч с педагогами, которые будут принимать участие в федеральном эксперименте по преподаванию ОПК:
| Дата        | Город                                 | Ссылка |
| 24 февраля  | Калининград                           | Основы светской и религиозной этики появятся в школьной программе в апреле // Калининградская ГТРК, 24 февраля 2010. |
| 26 февраля  | Вологда                               | Известный богослов и профессор МГУ Андрей Кураев встретился с вологодскими педагогами Архивная копия от 14 июня 2015 на Wayback Machine // Новости Вологодской области, 26 февраля 2010. |
| 27 февраля  | Череповец                             | Протодиакон Андрей Кураев: Родители сами выберут, какую религиозную культуру изучать их детям // Официальный сайт г. Череповца, 2 марта 2010. |
| 1 марта     | Курган                                | Курганскую епархию посетил известный миссионер, профессор Московской духовной академии, протодиакон Андрей Кураев Архивная копия от 13 июня 2015 на Wayback Machine // Сайт Курганской и Шадринской епархии, 3 марта 2010. |
| 2-3 марта   | Новосибирск                           | Протодиакон Андрей Кураев встречается с учителями Архивная копия от 15 мая 2010 на Wayback Machine // Православие и мир, 10 марта 2010. |
| 4-5 марта   | Томск                                 | Основы православной культуры — от растерянности к поиску Архивная копия от 17 марта 2010 на Wayback Machine (Православие и мир, 16 марта 2010); 4 и 5 марта 2010 г. в Томске состоялись встречи с протодиаконом Андреем Кураевым, автором учебника «Основы православной культуры» (видео) Архивная копия от 6 мая 2011 на Wayback Machine (Официальный сайт Томской Епархии). |
| 10 марта    | Биробиджан                            | Учителя готовятся к введению в школах нового предмета // ГТРК Биробиджана, 10 марта 2010. |
| 19 марта    | Екатеринбург                          | О встрече Андрея Кураева с учителями в Екатеринбурге (видео), 22 марта 2010. Православный инструктаж Архивная копия от 5 мая 2010 на Wayback Machine // Газета.ру, 20.03.2010 |
| 22 марта    | Ижевск                                | [http://www.newregion.ru/news/view.html?newsid=17640 (недоступная+ссылка) Телекомпания «Новый Регион»] (недоступная ссылка), 22 марта 2010; В течение года удмуртские школьники могут поменять предмет в рамках светско-религиозного курса // Новости Удмуртии и Ижевска, 23 марта 2010.                                                                                      |
| 24 марта    | Чебоксары                             | Фото и видеорепортаж о лекции А. Кураева в Чебоксарах Архивная копия от 27 октября 2012 на Wayback Machine // ГТРК Чувашии, 24 марта 2010. |
| 25 марта    | Пенза                                 | Фото и видеорепортаж о лекции А. Кураева в Пензе Архивная копия от 13 июня 2015 на Wayback Machine // ГТРК Пензы, 25 марта 2010. |
| 29-31 марта | Ставрополь, Карачаево-Черкесия, Чечня | В расписании четвероклассников появится новый предмет // ГТРК «Ставрополье», 29 марта 2010. |

## Методические пособия
Православным Свято-Тихоновским гуманитарным университетом подготовлено Методическое обеспечение экспериментальных уроков по Основам православной культуры для 4-5 классов к учебнику, написанному Андреем Кураевым.

## Рецензии
На учебник получены положительные заключения Российской академии образования (РАО) и Российской академии наук.
Учебник А. В. Кураева получил ряд положительных внешних рецензий, включая рекомендации заведующего кафедрой психологии личности факультета психологии МГУ, профессора, академика Российской академии образования А. Г. Асмолова и ещё нескольких академиков РАО. На сайте А. В. Кураева опубликованы отзывы на учебник от академика РАО А. Г. Асмолова, академика РАО А. Ф. Киселёва, академика РАО, заведующего кафедрой философской и психологической антропологии Российского государственного педагогического университета им. А. И. Герцена А. А. Королькова, начальника управления образования и науки Тамбовской области, доктора педагогических наук, профессора Н. Е. Астафьевой, профессора Вильнюсского педагогического университета, эксперта по нравственному воспитанию при Министерстве образования Литовской республики О. Л. Янушкявичене, главного специалиста управления образования г. Железногорск-Илимский Иркутской области В. А. Нечушкиной, руководителя Федерального Агентства по делам молодёжи Якеменко В. Г.
В официальной рецензии РАО на предварительную версию рукописи учебника (по состоянию на 2 декабря 2009 года), подписанной академиком РАО, доктором педагогических наук профессором М. В. Рыжаковым, академиком РАО, доктором философских наук профессором Г. Н. Филоновым, доктором педагогических наук А. А. Журиным и кандидатом педагогических наук С. И. Гудилиной наряду с методическими достоинствами учебника (хорошая структурированность и проработка заданий для учащихся) отмечен ряд недостатков, в частности, утверждается вероучительный, а не культурологический характер учебников, перегруженность специфической церковной лексикой. Сделан вывод о необходимости редактирования представленной на рецензирование рукописи. Впоследствии текст рукописи редактировался как автором, так и издательством «Просвещение». Рукопись в представленном виде была рекомендована к печати в качестве дополнительных материалов для учащихся, проявляющих особый интерес к православию.
Доктор философских наук, член-корреспондент РАН А. В. Смирнов считает, что учебник содержит многочисленные признаки грубого нарушения Конституции РФ, агрессивно, в миссионерском ключе грубо навязывает ученикам определённую религиозную идеологию, открыто враждебную светскому государству, несостоятелен в научном плане, в нём не определено понятие «религиозная культура» и вместо неё вводится плоско поданная религиозная доктрина, приводящая к подмене культуры вероучением. По его мнению никакого научного обсуждения этого учебника и не предполагалось, процесс создания учебника в части модулей основ религиозных культур сознательно был спланирован так, чтобы полностью передать его конфессиям, отстранив учёных от какого-либо участия.
В рецензии сотрудника Института повышения квалификации и переподготовки работников образования Удмуртской Республики Д. М. Сахарных отмечен ряд методических и дидактических недостатков учебника, присутствие в нём катехизаторского, а не культуроведческого подхода, однако сделан вывод о том, что использование учебника А. В. Кураева может быть, хотя и с очень значительными оговорками, рекомендовано при преподавании курса «Основ религиозных культур и светской этики».